# 多尔迈拉克
多尔迈拉克（法語：Dolmayrac，法語發音：[dɔlmeʁak]）是法国洛特-加龙省的一个市镇，属于洛特河畔新城区。

## 地理
多尔迈拉克（44°21'44"N, 0°35'22"E）面积19.4 平方千米，位于法国新阿基坦大区洛特-加龍省，该省份为法国西南部内陆省份，北起多爾多涅省，西接吉倫特省和朗德省，南至热尔省，东临塔恩-加龙省和洛特省。
与多尔迈拉克接壤的市镇（或旧市镇、城区）包括：阿莱和卡兹讷沃、蒙珀扎、圣科隆布-德维勒讷沃、洛特河畔圣利夫拉德、桑巴、洛特河畔勒唐普勒。
多尔迈拉克的时区为UTC+01:00、UTC+02:00（夏令时）。

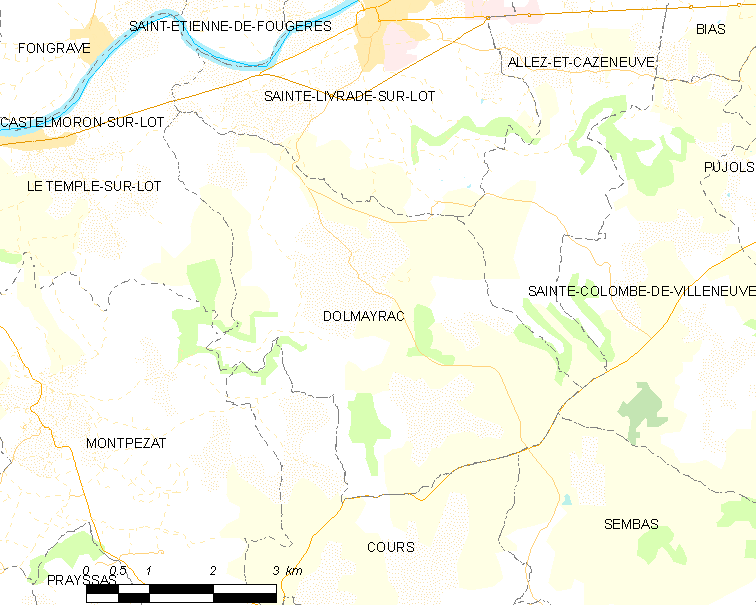
多尔迈拉克的OSM定位图

## 行政
多尔迈拉克的邮政编码为47110，INSEE市镇编码为47081。

## 政治
多尔迈拉克所属的省级选区为勒利夫拉代县。

## 人口

1962-2008年间多尔迈拉克人口变化图示

多尔迈拉克于2022年1月1日时的人口数量为714人。